# Шей Суит
Шей Суи́т (англ. Shay Sweet, род. 22 сентября 1978 года, Форт-Уэрт, Техас, США) — американская порноактриса, лауреат премии AVN Awards.

## Биография
Родилась в 1978 году в Форт-Уэрте, штат Техас, где провела первые восемнадцать лет своей жизни. В возрасте 18 лет она переехала со своей подругой Кати Голд в Калифорнию, где вскоре сделала карьеру танцовщицы. В возрасте 18 лет её открыл Эд Пауэрс, который снял первый фильм с ней. Вскоре она получила свою первую премию на AVN Awards за «Лучшую групповую сексуальную сцену» и заключила эксклюзивный контракт с продюсерской компанией Sin City.
На сегодняшний день снялась более, чем в 350 фильмах; кроме того, появлялась на обложках журналов, таких как Penthouse, Hustler и High Society.
Владеет баром в Техасе.

## Награды и номинации

### Награды
- 1998 AVN Awards лучшая групповая сцена секса, видео Gluteus to the Maximus[2]

### Номинации
- 2001 AVN Awards лучшая лесбийская сцена (фильм) — Private Openings (вместе с Джиной Райдер[порт.])
- 2001 AVN Awards лучшая лесбийская сцена (фильм) — Watchers (вместе с Катей Кин)[3]
- 2002 AVN Awards Mejor Performance de Tease — Love Shack (вместе с Джезебелл Бонд)[4]

## Избранная фильмография
- Angels (2003)
- Clit lickers delight (2003)
- Briana loves Jenna (2003)
- Confessions (2001)
- A Midsummer’s Night Cream (2000)
- Dirty Candy (1999)
- Girls Home Alone 2 (1998)
- Love Shack (1998)